# SV Rot-Weiß Kiebitzreihe
Der Sportverein Rot-Weiß Kiebitzreihe ist ein Sportverein aus der Gemeinde Kiebitzreihe in Schleswig-Holstein, der überregional durch die Erfolge seiner Frauenhandballmannschaft bekannt wurde.

## Geschichte
Der Hauptlehrer Christian Scheller war Initiator der Gründung des „Kiebitzreiher Sportverein“ (K.S.V.) am 4. Juli 1928. Nach dem Zweiten Weltkrieg wurde der Verein am 1. August 1950 als „Sportverein Rot-Weiß Kiebitzreihe“ wiedergegründet. Heute ist der Verein mit seinen knapp 1.000 Mitgliedern in neun Abteilungen gegliedert: Einrad, Faustball, Fußball, Gymnastik, Handball, Kinderturnen, Badminton, Rückenschule, Tennis und Tischtennis.

## Die Handballerinnen des SV Rot-Weiß Kiebitzreihe
Seit dem Gründungsjahr 1928 wird in Kiebitzreihe Handball gespielt, bis 1967 vornehmlich auf dem Großfeld. Den ersten Versuch, eine Damenmannschaft zu gründen, gab es 1947, scheiterte aber an den damaligen Transportmöglichkeiten. 1966 dann der zweite, erfolgreiche Versuch. Schon neun Jahre später sorgten die Rot-Weißen bundesweit für Aufsehen, als sie sich als Norddeutscher Meister für die Endrunde um die deutsche Meisterschaft qualifizierten, an der außerdem noch die Meister der Regionalverbände Süd, Südwest, West und Berlin teilnahmen. Die „Kiebitze“ waren für das Halbfinale gesetzt und trafen dort auf den FC Bayern München. Das Hinspiel in eigener Halle ging mit 9:11 verloren, und alles sprach für den Süddeutschen Meister. Aber im Rückspiel in München schafften die SV-Handballerinnen das kaum noch für möglich Gehaltene: Mit 11:8 gelang der Einzug ins Endspiel.
Das Finale fand in Lüneburg vor 1200 Zuschauern in der ausverkauften Nordlandhalle statt. Gegner war der West-Meister TuS Eintracht Minden, der den TSV GutsMuths Berlin ausgeschaltet hatte. Und die Rot-Weißen dominierten die Anfangsphase, lagen sogar mit 5:2 in Führung, ehe Minden zum 5:4-Halbzeitstand verkürzen konnte. In der zweiten Hälfte drehte der hohe Favorit aus Minden das Spiel und sicherte sich mit 12:8 die deutsche Meisterschaft. In der darauf folgenden Saison 1975/76 erfolgte die Einführung der zweigleisigen Bundesliga. Die Kiebitzerinnen landeten dabei auf Rang vier und konnten ein Jahr später diese Platzierung wiederholen. Dann aber, nach der Saison 1976/77, erfolgte der Rückzug in die Kreisliga. In der Saison 2007/08 hat der SV Rot Weiß Kiebitzreihe seine Damenmannschaft aus der Handball-Landesliga Mitte zurückgezogen.
Am 19. April 2010 schlossen sich die Handballabteilungen der Vereine MTV Horst und Rot-Weiß Kiebitzreihe zur HSG Horst/Kiebitzreihe zusammen.

## Größte Erfolge
- Deutscher Vizemeister 1975
- 4. Platz in der Bundesliga Nord 1976, 1977

## Die Bundesliga-Bilanz
| Saison  | Spielklasse     | Platz | Spiele | Tore    | Diff. | Punkte |
| ------- | --------------- | ----- | ------ | ------- | ----- | ------ |
| 1975/76 | Bundesliga Nord | 4     | 14     | 135:113 | 22    | 16:12  |
| 1976/77 | Bundesliga Nord | 4     | 16     | 205:190 | 15    | 19:13  |